# Ayaz Sadiq
Sardar Ayaz Sadiq (en ourdou : سردار اياز صادق), né le 17 octobre 1954 à Lahore (Pakistan), est un homme politique et homme d'affaires pakistanais. Il est président de l'Assemblée nationale du Pakistan du 3 juin 2013 au 30 mai 2018.
Adhérant initialement au Mouvement du Pakistan pour la justice en 1996, il quitte le parti deux ans plus tard puis rejoint la Ligue musulmane du Pakistan (N) en 2001. Élu député la première fois lors des élections législatives de 2002 à Lahore, il est réélu en 2008 et 2013 à l'Assemblée nationale.

## Biographie

### Jeunesse et éducation
Sardar Ayaz Sadiq est né le 17 octobre 1954 à Lahore dans la province pakistanaise du Pendjab. Il a obtenu un bachelor en commerce du Hailey College de Lahore en 1975. Homme d'affaires de profession, il dirige une entreprise qui est en contrat avec la société pakistanaise de chemins de fer. Depuis 1994, il est président d'un hôpital caritatif spécialisé dans le traitement des yeux.
Sadiq est marié et a trois enfants, deux fils et une fille. Le plus vieux de ses fils est ophtalmologue et l'autre travaille dans les services financiers.

### Carrière politique
Sardar Ayaz Sadiq a commencé sa carrière politique au sein du Mouvement du Pakistan pour la justice lors de sa fondation en 1996. À la suite de différends avec son dirigeant, Imran Khan, il quitte le parti en 1998 avant de finalement rejoindre la Ligue musulmane du Pakistan (N) de Nawaz Sharif en 2001, à une période difficile pour la Ligue qui perdait de nombreux membres à la faveur de scissions.
Lors des élections législatives de 2002, il se fait remarquer pour avoir battu son ancien chef politique Imran Khan dans la cinquième circonscription de Lahore avec 41 % des voix contre 20 % pour Imran Khan,. Lors des élections législatives de 2008, il est réélu en battant le candidat du Parti du peuple pakistanais par environ 68 % des voix contre 21.
À l'occasion des élections législatives de 2013, alors que son parti revient au pouvoir pour la première fois depuis 1997, il est réélu en battant une nouvelle fois Imran Khan d'une courte tête avec 51,3 % des voix contre 46,4 %. Le 2 juin, il est nommé par son parti pour être le candidat à la présidence de l'Assemblée nationale et il est élu le lendemain par 258 voix sur 313 dix-neuvième président de la chambre basse du Parlement, en remplacement de Fahmida Mirza.
Il quitte son poste de président de l'Assemblée nationale le 30 mai 2018, à la fin de la législature. Le 25 juillet, il est réélu lors des élections législatives avec 48 % des voix dans la septième circonscription de Lahore, battant de peu le candidat du Mouvement du Pakistan pour la justice.